# Boca Aberta Junior
Matheus Viniccius Ribeiro Petriv, também conhecido como Boca Aberta Junior, (Londrina, 21 de novembro de 1995) é um político brasileiro filiado ao Solidariedade.
É filho do ex-vereador de Londrina e ex Deputado Federal cassado, Boca Aberta, e de Mara Petriv.
É bacharel em Direito pela Universidade do Norte do Paraná.
Aos 23 anos, eleito para o primeiro Mandato, tornou-se o Deputado mais jovem na Legislatura da Assembleia Legislativa do Estado do Paraná, com um total de 39.495 votos.
É membro titular das Comissões de Direitos Humanos, Direitos da Juventude, Cultura e Esportes, e Suplente nas Comissões de Turismo e Mercosul e Assuntos Internacionais.